# Ludwig Bowitsch

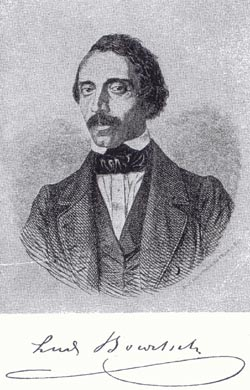
Ludwig Bowitsch

Ludwig Bowitsch, Pseudonym Ludwig Bisthow (* 24. August 1818 in Döbling; † 22. September 1881 in Ober Sankt Veit) war ein österreichischer Dichter und Schriftsteller.

## Leben
Der Beamtensohn Bowitsch begann zunächst ein Studium der Rechtswissenschaften an der Universität Wien, musste dieses aber aus finanziellen Gründen vorzeitig beenden. Er trat 1839 in den Staatsdienst bei der Hofkammerprokuratur, wechselte 1842 in die Hofkanzlei. Ab 1850 war er in der Registratur der neu entstandenen Gendarmerieinspektion tätig, deren Kanzleivorstand er später wurde. 1879 trat er mit dem Titel eines Kaiserlichen Rates in den Ruhestand. Nach seinem Tode wurde er auf dem Ober Sankt Veiter Friedhof beerdigt.
1883 wurde die Bowitschgasse in Wien-Hietzing nach ihm benannt.

## Bedeutung
Ludwig Bowitsch trat ab 1839 als produktiver Autor spätromantischer Gedichte sowie als Verfasser von Märchen und Sagen hervor. Weit verbreitet waren auch Sammlungen, die er herausgab, besonders das Österreichische Balladenbuch.

## Werke
- Poetische Versuche. Benke, Wien 1839
- Nordlichter. Singer & Goering, Wien 1841
- Phönix. Politische Lieder und Zeitstimmen aus Österreich. Wien 1848
- (Hg.): Album des befreiten Österreichs. Verherrlichung der Märztage des Jahres 1848 in Poesie und Prosa. A. Dorfmeister, Wien 1848
- Worte des Herzens. Dorfmeister, Wien 1853
- Romantische Dichtungen. A. Dorfmeister, Wien 1854
- Epheuranken. Ein Cyclus neuer Balladen, Romanzen und Sagen. A. Dorfmeister, Wien 1854
- Blumenromanzen. J. N. Enders, Neutitschein 1855
- (Hg.): Rosenblätter. Lyrisches Album. J. N. Enders, Neutitschein 1855
- (Hg. gemeinsam mit Alexander Gigl): Österreichisches Balladenbuch. A. Dorfmeister, Wien 1856
- Beim Wein! Trinklieder. J. N. Enders, Neutitschein 1857
- Habsburg-Chronik. A. Pichlers Witwe und Sohn, Wien 1858
- Marien-Sagen. J. N. Enders, Neutitschein 1858
- Jahrbuch der Biene. J. N. Enders, Neutitschein 1859
- Kinderlieder. Ein Festgeschenk. J. N. Enders, Neutitschein 1859
- Volksmährchen und Sagen aus der Vorzeit Mährens. M. F. Lenck, Znaim 1860 (Digitalisat in der Google-Buchsuche)
- Sindibad. Orientalische Dichtungen. A. Pichlers Witwe und Sohn, Wien 1860
- Volkslieder. A. Pichlers Witwe und Sohn, Wien 1861 (Digitalisat in der Google-Buchsuche)
- Buch der Laune. J. N. Enders, Neutitschein 1861
- Der Wandersmann. Ein Volkskalender. A. Pichlers Witwe und Sohn, Wien 1862–1865
- Heroiden. Ein Romanzenbuch. A. Pichlers Witwe und Sohn, Wien 1864
- Vollständiges Liederbuch. J. N. Enders, Neutitschein 1865
- Legenden. A. Pichlers Witwe und Sohn, Wien 1866
- Liederbuch. A. Pichlers Witwe und Sohn, Wien 1866
- Vom Donaustrande. Mährlein und Sagen. Wien 1867
- Rübezahl. Märlein für Klein und Groß. A. Pichlers Witwe und Sohn, Wien 1868
- Naturbilder. J. N. Enders, Neutitschein 1870
- Bilder und Noveletten. Jacob Dirnböck, Wien 1872